# 120Km/Hr.
120Km/Hr. es el tercer álbum de estudio de la banda mexicana Allison, el álbum fue publicado el 2 de octubre de 2012, tras casi 2 años de ausencia. El álbum cuenta con riffs más pesados incluyendo una colaboración de TTS de Here Comes The Kraken en la canción "Matar o Morir". Es el último trabajo de Manolín como bajista de la banda antes de su salida en 2013.

## Lista de canciones
1. 120Km/Hr.
2. 16
3. No Hay Distancia
4. Lili
5. Soy Lo Que Soy
6. Luna Amarga
7. Matar o Morir
8. Conexión (Waiting & Waiting)
9. Quiero Llegar a Ti
10. Escapar
11. Vamos Otra Vez
12. Vete al Infierno
13. Matar o Morir (feat. TTS de Here Comes The Kraken) (versión alternativa)

## Créditos
- Erik Canales - Voz, Guitarra
- Abraham Isael Jarquín "Fear" - Guitarra
- Manuel Ávila "Manolín" - Bajo, Coros
- Diego Stommel - Batería